# Ein Fall für die Anrheiner
Ein Fall für die Anrheiner ist eine Fernsehserie des Westdeutschen Rundfunks. Sie war die Nachfolgeserie von Die Anrheiner.

## Konzept und Handlung
Die Handlung spielt weiter im Veedel, in dem auch Die Anrheiner gespielt hatten, allerdings mit einigen Veränderungen. So wurde beispielsweise die Spedition Krings aufgelöst, und in deren Räumlichkeiten zog die Polizeiwache ein, die dann einen Hauptteil der Serie ausmacht. Ein weiterer Hauptteil der neuen Anrheiner ist nach wie vor die kölsche Eckkneipe Zum Anrheiner, die auch einen wichtigen Teil der Vorgängerserie darstellte.
Neu sind auch die Polizeikantine, die im bisherigen Säälchen des Anrheiner ihre Räumlichkeiten hat, und der Friseursalon von Biggi. Als weitere Kulissen dienen nach wie vor das Büdchen, das jetzt von Trudi geführt wird, und die Arztpraxis von Dr. Kerstin Steinmann. Ebenfalls weiterhin als Kulisse werden die Räumlichkeiten des ehemaligen Rheinblattes von Lydia von Bebenberg genutzt, wo diese als freie Journalistin bis zu ihrem Serientod in Folge 94 arbeitet. 
Nach der Entlassung von Josef Krings aus der Haft entschloss er sich, nach mehreren Absagen auf seine Bewerbungen eine eigene Spedition zu eröffnen. Hierzu setzt er Lydia von Bebenberg unter Druck, das Erbe von Mathes Krings anzufechten. Lydia von Bebenberg ließ sich auf Josef Krings ein; somit wurde aus der Spedition Krings die Spedition von Bebenberg. Die Eröffnung der Spedition wurde vom Tod von Darius Pawelczik überschattet, der in Folge 71 nach einem Unfall mit einem Geisterfahrer stirbt.
Die meisten der früheren Anrheiner-Figuren blieben der Nachfolgeserie erhalten. Sie bekamen zum Teil größere Rollen bzw. traten in längeren Handlungssträngen auf. Außerdem gab es in jeder Folge bis zu drei Gastdarsteller. Es gibt am Ende der Folge keine sogenannten Cliffhanger mehr, sondern die Folgen sind in sich abgeschlossen. Anstelle von bis zu fünf Handlungssträngen pro Folge gibt es jetzt nur noch bis zu drei. Dadurch sollten die Zuschauer der Handlung besser folgen können.
In der neuen Serie lösen die Bewohner des Veedels Hand in Hand mit den Polizisten der neuen Wache Kriminalfälle. Man konzentriert sich auf Delikte wie Stalking, kleinere Diebstähle, Erpressung usw. Außerdem werden, wie auch schon bei der Vorgängerserie, Geschichten aus dem Alltag der Figuren erzählt.

## Dreharbeiten und Kulissen

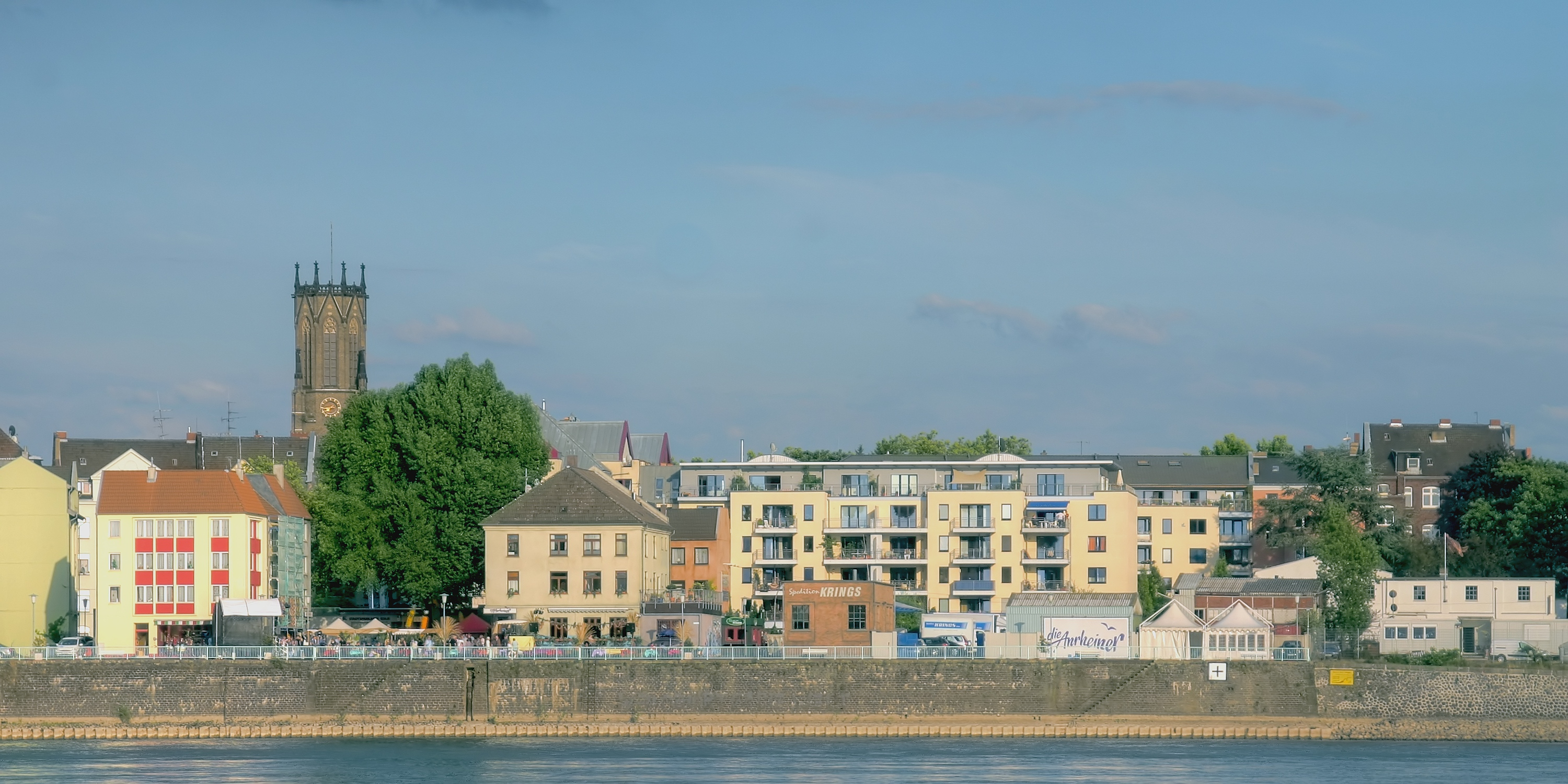
Die Häuserkulisse der Serie am Rheinufer

Die Handlung spielt in Köln, gedreht wurde im Stadtteil Mülheim. Am dortigen Hafengelände (in der Hafenstraße) wurde die gesamte Außenkulisse aufgebaut. Die Häuserkulisse ist keine Fassadenattrappe, sondern besteht aus bespielbaren Gebäuden, in denen auch die meisten Innenszenen gedreht werden. Fast alle Gebäudekomplexe gruppieren sich um den Römerplatz, den Mittelpunkt des fiktiven Stadtviertels. Die Bauten sind dem Stil verschiedener Jahrzehnte nachempfunden und geben, wie auch die eingeschossigen Ladenpavillons aus der Nachkriegszeit, ein typisches Erscheinungsbild vieler Kölner Straßenzüge wieder. Das Studio befand sich bis April 2011 in einem ehemaligen Zwischenlager für Buchhändler an der Amsterdamer Straße Nr. 206a in Köln-Niehl.
Die letzten Dreharbeiten fanden am 29. August 2013 am Set statt. Die letzte Folge (So lange der Rhein fließt) wurde am 23. März 2014 ausgestrahlt. In dieser Folge heiratete die Polizeioberkommissarin Elisabeth „Elly“ Wagner ihren Freund Daniel Bach. Auch legte man Wert auf viele positive „Ausgänge“ in der Folge. Horst und Udo vertragen sich wieder. Dieses geschieht durch Mithilfe von Jupp Adamski, der bereits bei der Vorgängerserie Die Anrheiner mitwirkte. Kalle Westphal bricht zu Uschi nach Australien auf, und Elly Wagner wird zur Polizeihauptkommissarin befördert.
In der Abschlussszene verabschiedet Jupp Adamski sich persönlich von den Zuschauern mit Rückblick auf die letzten 16 Jahre. Die Außenkulisse wurde im Dezember 2013 abgerissen.

## Besetzung

### Darsteller
Sortiert nach der Reihenfolge des Ausstiegs.
| Schauspieler          | Rollenname                                                     | Folgen    | Jahre          |
| --------------------- | -------------------------------------------------------------- | --------- | -------------- |
| Tommy Engel           | Jaco Kließ                                                     | 1–26      | 2011–2012      |
| Antje Lewald          | Polizeihauptkommissarin Anita Overath Ex-Frau von Paul Overath | 8–26      | 2011–2012      |
| Kirstin Hesse         | Nicole Overath Frau von Paul Overath                           | 8–36      | 2011–2012      |
| Jochen Schroeder      | Polizeihauptkommissar Paul Overath                             | 1–40      | 2011–2012      |
| Julia Beerhold        | Karin Radke                                                    | 54-6x     | 2012–2013      |
| Ludger Burmann        | Darius Pawelczik †                                             | 1–71      | 2011–2013      |
| Hildegard Krekel      | Uschi Schmitz                                                  | 1–76      | 2011–2013      |
| Jenny Jürgens         | Dr. Kerstin Steinmann                                          | 1–89      | 2011–2013      |
| Susanne Seidler       | Lydia von Bebenberg †                                          | 1–94      | 2011–2013      |
| Claudia Matschulla    | Katja Gruber                                                   | 57 89–109 | 2012 2013–2014 |
| Samy Orfgen           | Lisa Pawelczik                                                 | 1–111     | 2011–2014      |
| Giovanni Luzi         | Horst Schneider                                                | 1–111     | 2011–2014      |
| Lotti Krekel          | Trudi Fritsch                                                  | 1–111     | 2011–2014      |
| Simone Sombecki       | Biggi Olejniczak                                               | 1–111     | 2011–2014      |
| Andreas Windhuis      | Erster Polizeihauptkommissar Karl-Heinz „Kalle“ Westphal       | 1–111     | 2011–2014      |
| Tanja Szewczenko      | Polizeioberkommissarin Elisabeth „Elly“ Wagner                 | 1–111     | 2011–2014      |
| Alexander Koll        | Polizeikommissar Michael Sommer                                | 1–111     | 2011–2014      |
| Claus Janzen          | Udo Herkenrath                                                 | 1–111     | 2011–2014      |
| Liz Baffoe            | Hadiya Wedekind                                                | 1–111     | 2011–2014      |
| Andreas Schröders     | Polizeihauptkommissar Gerd Schuster                            | 41–111    | 2012–2014      |
| Julia Katharina Stark | Sarah Schuster                                                 | 41–111    | 2012–2014      |
| Rolf Berg             | Josef Krings                                                   | 54–111    | 2012–2014      |
| Kenneth Huber         | Daniel Bach                                                    | 77–111    | 2013–2014      |